# 1984-es amerikai elnökválasztás
Az Amerikai Egyesült Államok alkotmányának előírása szerint 1984. november 6-án, kedden az országban elnökválasztást tartottak. A Republikánus Párt jelöltje, Ronald Reagan hivatalban lévő elnök földcsuszamlásszerű győzelmet aratott a Demokrata Párt jelöltje, Walter Mondale volt alelnök felett. Az Egyesült Államok történelmében Reagan 525 elektori szavazatát és a lakosságtól kapott 58,8%-os szavazatát egyetlen elnökjelölt egyetlen választáson sem múlta felül.    
Reagannek csak kisebb ellenállással kellett szembenéznie az újra jelölésért való küzdelemben és őt és George H. W. Bush alelnököt könnyen újra jelölték. Mondale legyőzte a demokrata előválasztáson Gary Hart szenátort, Jesse Jackson aktivistát és számos más jelöltet, mielőtt Geraldine Ferraro New York-i képviselőt választotta alelnökjelöltjének, az első nőt, aki szerepelt az egyik nagy párt elnöki jegyén.
Reagan az 1970-es évek stagflációjából és a Carter-kormány idejéni recesszióból való erőteljes gazdasági fellendülést, valamint azt a széles körben elterjedt felfogást tartotta számon, hogy elnöksége alatt az Egyesült Államok tekintélye megnövekedett. 73 éves korával Reagan volt a legidősebb amerikai, akit valaha is elnöknek jelöltek valamelyik nagy pártban. A Reagan-kampány hatékony televíziós reklámokat produkált és ügyesen semlegessítette a Reagan életkorával kapcsolatos aggodalmakat. Mondale bírálta Reagan kínálat-oldali gazdaságpolitikáját és a nukleáris fegyverhasználat azonnali leállítása és az egyenlő jogok módosításának megerősítését szorgalmazta.
Reagan földcsuszamlásszerű újraválasztási győzelmet aratott, az 50 államból 49-et vitt magával, így ez a második elnökválasztás a 20. században, ahol egy párt 49 államot nyert, 1972-ben történt ehhez hasonló eset. Mondale csak hazáját, Minnesotát nyerte meg csupán csak 0,18%-os különbséggel és Kolumbia Kerületet. Reagan az 538 elektori szavazatból 525-öt megnyert, ami a legtöbb az Egyesült Államok történetében. Reagan volt az első elnök Dwight D. Eisenhower óta, aki mindkét elnökválasztási kampányában abszolút népszerűségi többséget szerzett.  A 73 éves Reagan a legidősebb megválasztott elnök volt Joe Biden 2020-as megválasztásáig. Ez a legutóbbi elnökválasztás, amelyen az egész déli régiót egyetlen jelölt nyerte meg. Ez a legutóbbi elnökválasztás, amelyen mindkét nagy párt elnök- és alelnökjelöltjei már meghaltak.

## Jelölések

### Republikánus Párt
| A Republikánus Párt jelöltjei, 1984    |                                          |
| Ronald Reagan                          | George H. W. Bush                        |
| elnökjelölt                            | alelnökjelölt                            |
|                                        |                                          |
| Az Egyesült Államok elnöke (1981–1989) | Az Egyesült Államok alelnöke (1981–1989) |

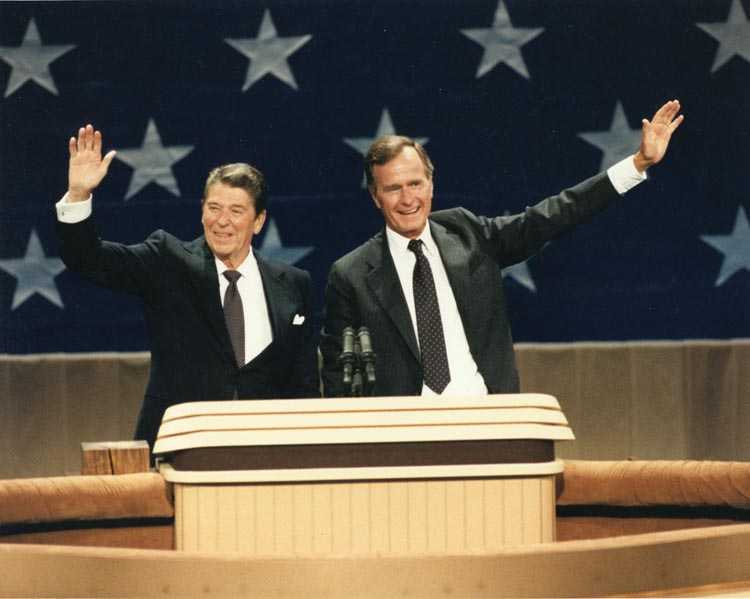
Reagan és Bush az 1984-es Republikánus Nemzeti Konvención Dallasban

A hivatalban lévő elnök, Ronald Reagan volt a Republikánus Párt biztos jelöltje, kisebb ellenzékkel.
A republikánus előválasztások eredményei:
- Ronald Reagan: 6 484 987 (98,78%)
- Harold Stassen: 12 749 (0,19%)
- Benjamin Fernandez: 202 (0,00%)

Reagant a Republikánus Nemzeti Konvención 2233 szavazattal újra jelölték, csak két küldött tartózkodott. Az amerikai történelemben ez az egyetlen alkalom, hogy az alelnökjelölti névsorolvasást az elnökjelöltivel egyidejűleg vették. George H. W. Bush alelnököt is elsöprő többséggel újra jelölték.   
| Elnökjelölt   | Elnökjelölt | Alelnökjelölt     | Alelnökjelölt |
| Ronald Reagan | 2233        | George H. W. Bush | 2231          |
| Tartózkodás   | 2           | Tartózkodás       | 2             |
|               |             | Jack Kemp         | 1             |
|               |             | Jeane Kirkpatrick | 1             |
| ------------- | ----------- | ----------------- | ------------- |

### Demokrata Párt
| A Demokrata Párt jelöltjei, 1984              |                                  |
| Walter Mondale                                | Geraldine Ferraro                |
| elnökjelölt                                   | alelnökjelölt                    |
|                                               |                                  |
| Az Egyesült Államok volt alelnöke (1977–1981) | New York képviselője (1979–1985) |

Csak három demokrata jelölt nyert állami előválasztásokat: Walter Mondale, Gary Hart és Jesse Jackson. Kezdetben Edward Kennedy szenátort tekintették az 1984-es előválasztás éllovasának, miután sikertelenül pályázott az 1980-as demokrata elnökjelöltségért. Kennedy azonban 1982 decemberében bejelentette, hogy nem szándékozik indulni. Mondale volt alelnököt tekintették a demokrata elnökjelöltség favoritjának. Mondale élvezte a legtöbb pártvezető támogatását és több pénzt gyűjtött, mint bármely más jelölt. Azonban Jackson és Hart meglepő és zavaró ellenfelekként jelentkeztek.
Fritz Hollings szenátor szellemessége és tapasztalata, valamint a költségvetés befagyasztására való felhívása pozitív figyelmet kapott, de viszonylag konzervatív rekordja elidegenítette a liberális demokratákat. Hollings két nappal azután esett ki, hogy súlyosan kikapott a new hampshire-i előválasztáson és egy héttel később Hartot támogatta.
Alan Cranston szenátor azt remélte, hogy maga mögé sorakoztatja annak a mozgalomnak a vezetőit, akik azt követelték az Egyesült Államoktól, hogy állítsa le a meglévő nukleáris fegyverek telepítését és újak kifejlesztését. John Glenn és Reubin Askew azt remélték, hogy elnyerik a mérsékelt és konzervatív demokraták támogatását. Egyikük sem rendelkezett Mondale adománygyűjtő képességével, Hart és Jackson támogatásával és egyikük sem nyert meg semmilyen versenyt.
Jackson volt a második afroamerikai (Shirley Chisholm után), aki országos kampányt indított az elnökségért és ő volt az első afroamerikai jelölt, aki komoly versenyző volt. Az előválasztáson 3,5 millió szavazatot kapott, Mondale és Hart mögött a harmadik helyen végzett. Megnyerte az előválasztást Louisianában és Mississippiben. Az előválasztásokon keresztül Jackson megerősítette a fekete választók fontosságát a déli Demokrata Párt számára. A kampány során azonban Jackson a zsidókra „bibsiként” (Hymies), New Yorkra pedig „Biboldográdként” (Hymietown) utalt, amiért később bocsánatot kért. Ennek ellenére megjegyzését széles körben nyilvánosságra hozták és kampánya kisiklott. Jackson végül megnyerte az országos előválasztási szavazatok 21%-át, de a nemzeti konvención a küldöttek szavazatának csak 8%-át kapta meg. Kezdetben azt állította, hogy kampányát ugyanazok a pártszabályok sértették, amelyek lehetővé tették Mondale győzelmét. Mondale-t is megvetette, mondván, hogy Hubert Humphrey volt az „utolsó jelentős politikus a Minneapolis – Saint Paul területéről”.
Hart volt az, aki komolyabb veszélyt jelentett Mondale számára. Miután megnyert több korai előválasztást úgy tűnt, mintha ő is elveheti a jelölést Mondale-tól. Hart meglepő módon második helyen végzett az iowai előválasztáson a szavazatok 16,5%-ával. Ezzel Mondale fő riválisa lett, gyakorlatilag kizárva John Glennt, Ernest Hollingst és Alan Cranstont a versenyből. Hart bírálta Mondale-t, mint „régimódi” New Deal demokratát, aki a múlt „bukott politikáját” szimbolizálta. Hart (akárcsak Bill Clinton nyolc évvel később) fiatalabb, frissebb és mérsékeltebb demokrataként pozícionálta magát, aki vonzó lehet a fiatalabb szavazók körében. Félelmetes jelöltként lépett fel, megnyerte a kulcsfontosságú new hampshire-i, ohioi és kaliforniai előválasztásokat, valamint számos más előválasztást, különösen Nyugaton. Azonban nem tudta legyőzni Mondale pénzügyi és szervezeti előnyeit, különösen a középnyugati és az ipari északkeleti szakszervezeti vezetők körében.
Hartot súlyos csapás érte a Mondale-el folytatott előválasztási televíziós vitájuk során, amikor a volt alelnök egy  népszerű televíziós reklámszlogent használt Hart homályos „Új ötletek” programjának nevetségessé tételére. Mondale elmondta Hartnak, hogy amikor hallotta Hartot beszélni az „Új ötletektől”, emlékeztették a Wendy's gyorsétterem szlogenjére: „Hol a marhahús?” A megjegyzés hangos nevetést és tapsot váltott ki a nézőközönségből. Hart soha nem épült fel teljesen Mondale vádjából, hogy az „Új ötletek” sekélyek és hiányoznak a konkrétumok.
A három megmaradt jelölt közötti kerekasztal-vitán Mondale és Hart olyan heves vitába keveredett a közép-amerikai politika kérdésében, hogy Jacksonnak meg kellett csapnia a vizespoharát az asztalon, hogy segítsen nekik abbahagyni.
Mondale fokozatosan lehagyta Hartot a küldöttek számában. Május végén a Time arról számolt be, hogy Mondale széles körű előnyben van a küldöttek számában (1564-941) a nagy ipari államokban aratott győzelmei miatt is. A június 5-i kaliforniai előválasztás után, amelyet Hart nyert meg, Mondale-nak körülbelül 40-el volt kevesebb küldöttje, mint ami a jelöléshez szükséges. Július 16-án a San Franciscoban tartott Demokrata Nemzeti Konvención Mondale azonban elsöprő győzelmet aratott.
Mondale jelölése volt a negyedik alkalom 1924 óta, hogy a Demokrata Párt egy olyan polgárt jelölt az elnöki posztra, aki a választás idején semmilyen hivatalos kormányzati tisztséget nem töltött be. Mondale volt az utolsó ilyen egészen 2016-ig. Mondale volt 2020-ig az utolsó olyan alelnök, aki miután távozott hivatalából, a Demokrata Párt elnökjelöltje lett. 
| Elnökjelölt     | Elnökjelölt | Alelnökjelölt     | Alelnökjelölt |
| Walter Mondale  | 2191        | Geraldine Ferraro | 3920          |
| Gary Hart       | 1200,5      | Shirley Chisholm  | 3             |
| Jesse Jackson   | 465,5       |                   |               |
| Thomas Eagleton | 18          |                   |               |
| George McGovern | 4           |                   |               |
| John Glenn      | 2           |                   |               |
| Joe Biden       | 1           |                   |               |
| Lane Kirkland   | 1           |                   |               |
| --------------- | ----------- | ----------------- | ------------- |

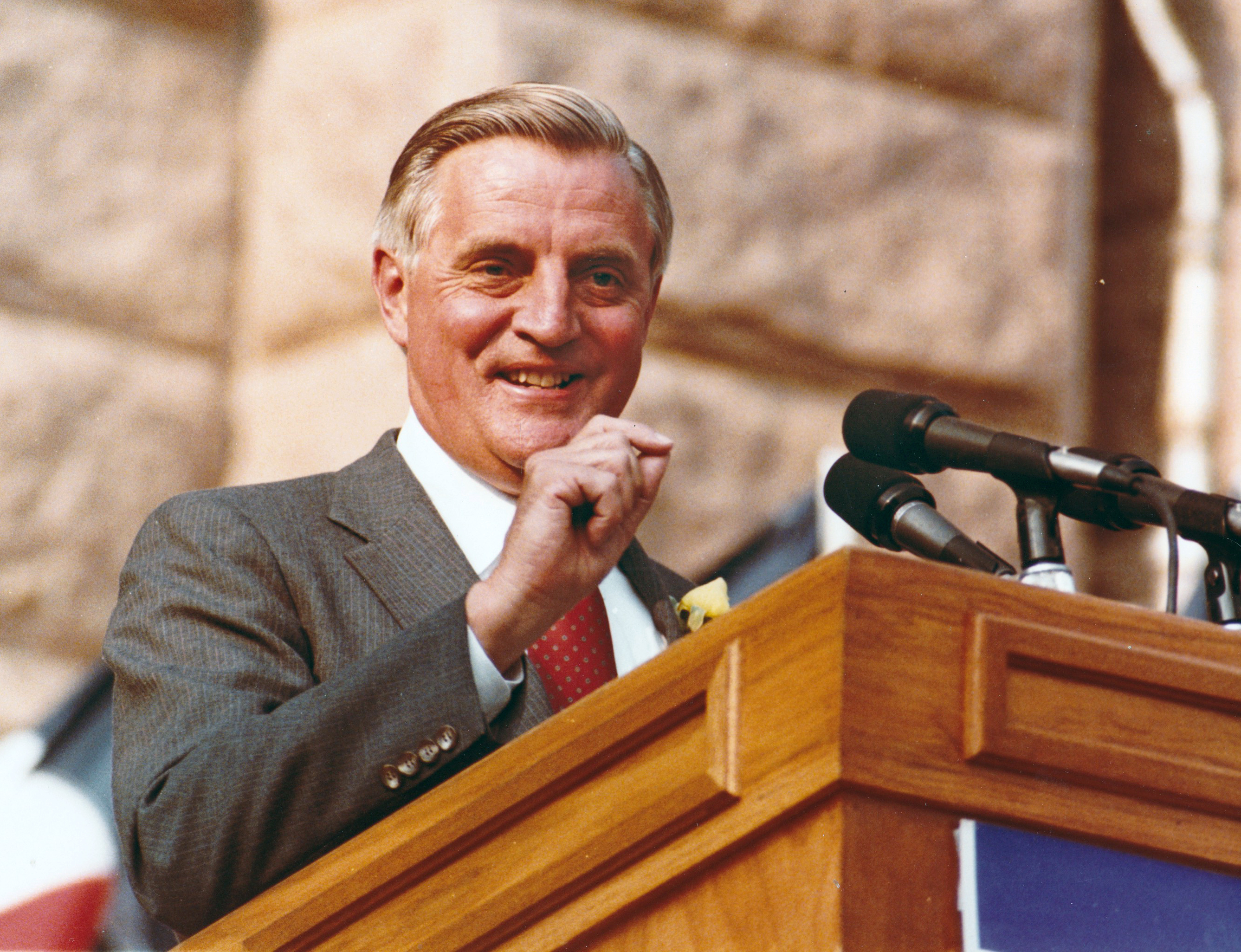
Mondale Texasban kampányol

Mondale a konvención tartott elfogadó beszédében ezt mondta: „Mondjuk el az igazat. Mr. Reagan emeli az adókat, ahogy én is. Ő nem fogja elmondani.” Bár Mondale képmutatóvá akarta tenni Reagant és becsületes jelöltként pozícionálni magát, az adóemeléssel kapcsolatos kijelentése károsította választási esélyeit.
Nevezetes jóváhagyások:
Walter Mondale: Zell Miller, Dean Rusk, Tom Harkin, Jimmy Carter
Gary Hart: Chuck Schumer, Mo Udall, Warren Beatty
Jesse Jackson: Shirley Chisholm, Muhammad Ali
Mondale Geraldine A. Ferraro képviselőt választotta futótársának, így ő lett az első nő és Al Smith óta az első amerikai olasz, aki szerepelt az egyik nagy párt jegyében. Bár a libertárius Tonie Nathan 1972-ben szerepelt az elektori kollégiumban alelnökjelöltként, Ferraro lett az első nő, aki szavazatokat kapott egy állam összes elektorától. Mondale ezzel azt remélte, hogy vonzó lesz a női szavazók számára, hiszen 1980-ra már ők alkották a szavazók többségét. Azonban csalódnia kellett, Reagan végig nagy előnnyel vezetett a közvélemény-kutatásokban.  

### Más pártok

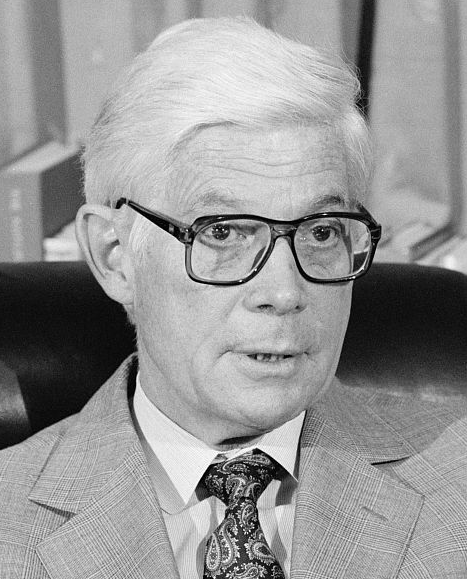
Anderson

A Nemzeti Egység Párt John Anderson 1980-as elnökválasztási kampányának eredményeként jött létre. Anderson azt remélte, hogy a párt képes lesz kihívni a „két régi pártot”, amelyekről úgy vélte, hogy különböző érdekcsoportokhoz kötődnek, és képtelenek a felelős költségvetési reformra. A szándék az volt, hogy megszervezze az új pártot azokban az államokban, ahol jelöltsége a legjobban sikeresnek bizonyult. Anderson kezdetben ellenezte az indulást, remélve, hogy egy másik figyelemre méltó politikus beviszi a pártot az 1984-es választásokra, mert attól tartott, hogy saját jelöltsége azt eredményezheti, hogy a pártot „személyi kultusznak” bélyegzik. Azonban egyetlen jelölt sem jelentkezett, így Anderson lett a jelölt a várakozás során. Anderson az 1980-as választásokon a republikánusok és a demokraták egyenlő támogatottságára tett szert, az előbbiek nagy többsége azóta megváltozott, aminek következtében az új pártot elsősorban azok támogatták, akik általában a demokratákra szavaztak. Ennek fényében Anderson végül visszautasította az indulást, sőt később támogatta a demokrata jelöltet, Mondale-t. Anderson abban reménykedett, hogy a párt tovább fejlődik és az 1988-as választásra tud jelöltet állítani (kijelentette, hogy nem ő lesz), de a párt megbukott és végül feloszlott.
A Libertárius Párt jelöltségére kezdetben Gene Burns volt a legesélyesebb, de visszalépett, arra hivatkozva, hogy a párt nem lesz képes megfelelően finanszírozni egy kampányt. Az elnökjelölt végül David Bergland lett, futótársa James A. Lewis volt. A jegy 39 állam szavazólapján jelent meg.
A Polgári Párt, a Béke és Szabadság Párt, és a Fogyasztói Párt Sonie Johnson női jelöltet, míg a Kommunista Párt Gus Hallt indította.

## A választás

### Kampány

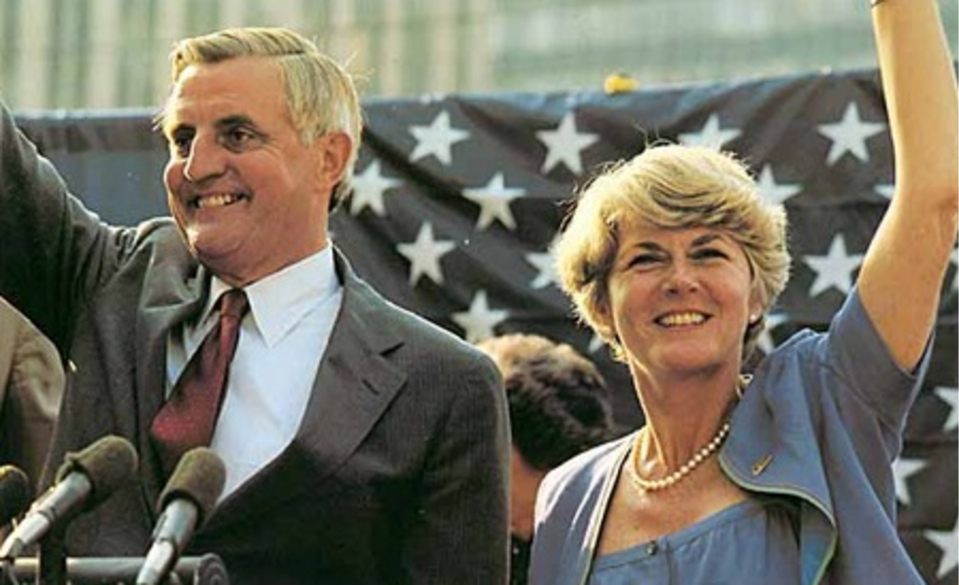
Mondale és Ferraro kampányol a floridai Fort Lauderdale-ben

Mondale liberális kampányt folytatott, támogatva a nukleáris befagyasztást és az egyenlő jogokra vonatkozó alkotmánymódosítást. Felszólalt Reagan gazdaságpolitikájának általa méltánytalannak tartott dolgai ellen és a szövetségi költségvetési hiány csökkentésének szükségessége mellett állt ki.
Míg Ferraro választása népszerű volt a demokrata aktivisták körében, közvetlenül a bejelentést követő közvélemény-kutatások azt mutatták, hogy a nőknek csak 22%-a örült a kiválasztásának, szemben a 18%-al, akik rossz ötletnek tartották. Az összes szavazó 60%-a gondolta úgy, hogy a női csoportok nyomása vezetett Mondale döntéséhez, míg 22%-a úgy vélte, hogy a lehető legjobb jelöltet választotta. A római katolikus egyház hierarchiájának néhány tagja bírálta a katolikus Ferraro-t, amiért kiállt az abortusz mellett. Ferraro felemelkedő csatát vívott a szavazókkal, és a kampány közepén egy sor váddal szembesült, amelyek férje, John Zaccaro ellen irányultak. Ezek a vádak magukba foglalták Zaccaro lehetséges múltbeli részvételét a szervezett bűnözésben, a pornográfia terjesztésében és a kampány-hozzájárulás megsértésében. Ferraro a férje elleni vádakra úgy reagált, hogy 1984. augusztus 21-én nyilvánosságra hozta családi adóbevallásait a médiának. Kampányának azonban továbbra is súlyos kárt okoztak ezek. 

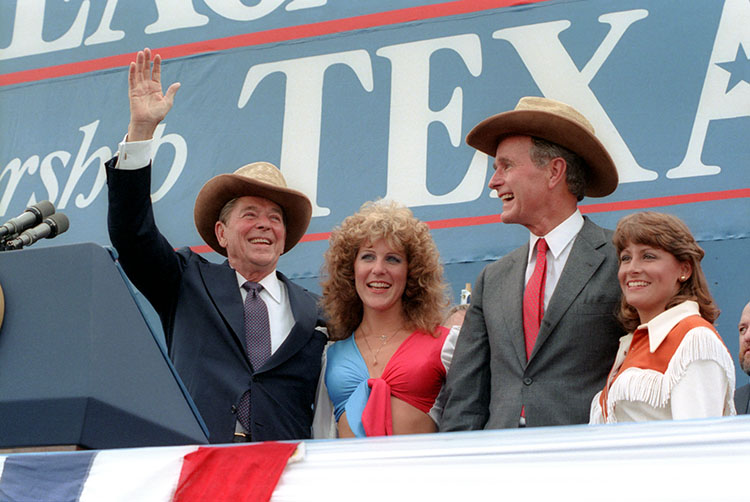
Reagan és Bush kampányol Austinban, Texasban

A New Jersey állambeli Hammontonban tartott kampánybeszédében Reagan ezt mondta: „Amerika jövője ezer álomban nyugszik a szívetekben. A remény üzenetében nyugszik egy olyan férfi dalaiban, akit oly sok amerikai fiatal csodál, a New Jersey-i Bruce Springsteen.” A Reagan-kampány rövid ideig használta a „Born in the U.S.A” című dalt, amely kritizálta a vietnámi háborús veteránokkal való bánásmódot, mint kampánydalt, engedély nélkül, amíg a demokratákkal szimpatizáló Springsteen ragaszkodott ahhoz, hogy hagyják abba.
A Reagan-kampány egyik legemlékezetesebb televíziós reklámja, a „Reggel Amerikában” azt sugallta, hogy az amerikai gazdaságban az 1980-as választás óta bekövetkezett javulás Reagan politikájának volt köszönhető. A másik a „Medve az erdőben”, amelyben egy grizzly medve bolyong az erdőben, elbeszélés kíséretében, mely azt sugallta, hogy a medve veszélyes lehet és bölcs dolog felkészülni egy vele való találkozás esetén. Az utolsó jelenetben megjelenik egy férfi és a medve egy lépést tesz hátra. A medve hagyományosan a Szovjetuniót szimbolizálta, a férfi pedig Reagant, ami arra utalt, hogy az elnök jobban felkészült a globális stabilitást fenyegető veszélyek felismerésére és kezelésére.
A „Reggel Amerikában” kampányreklám teljes szövege:
|  | „Amerikában megint reggel van. Ma több férfi és nő fog dolgozni, mint valaha hazánk történelmében. Mivel a kamatlábak az 1980-as rekordmagasságok mintegy felét teszik ki, ma közel 2000 család fog új lakást vásárolni, többet, mint bármikor az elmúlt négy évben. Ma délután 6500 fiatal férfi és nő fog házasodni, és mivel az infláció kevesebb mint a fele annak, ami csak négy évvel ezelőtt volt, magabiztosan tekinthetnek a jövőbe. Amerikában ismét reggel van, és Reagan elnök vezetésével országunk büszkébb, erősebb és jobb. Miért akarnánk valaha is visszatérni oda, ahol kevesebb, mint négy rövid évvel ezelőtt voltunk? ” |
|  | |

Reagan 73 éves korával a legidősebb elnök volt, aki addig szolgált és kérdéses volt, hogy képes-e lesz elviselni az elnökség fárasztó munkáját azután, hogy október 7-én a Mondale-al folytatott első vitáján rosszul szerepelt. Utalt arra, hogy „itt Washingtonban” kezdett el templomba járni, de a vita Louisville-ben volt. A katonai egyenruhákat „gardróbnak” nevezte és bevallotta, hogy összezavarodott volt. A következő, október 21-i vitában azonban a korára vonatkozó kérdésre válaszolva viccelődött: „Nem fogom az életkort a kampány kérdésévé tenni. Nem fogom politikai célokra kihasználni ellenfelem fiatalságát és tapasztalatlanságát.” A viccen a közönség és maga Mondale is nevetett.

### Viták
Az 1984-es választások során két elnök- és egy alelnökjelölti vitát rendeztek.

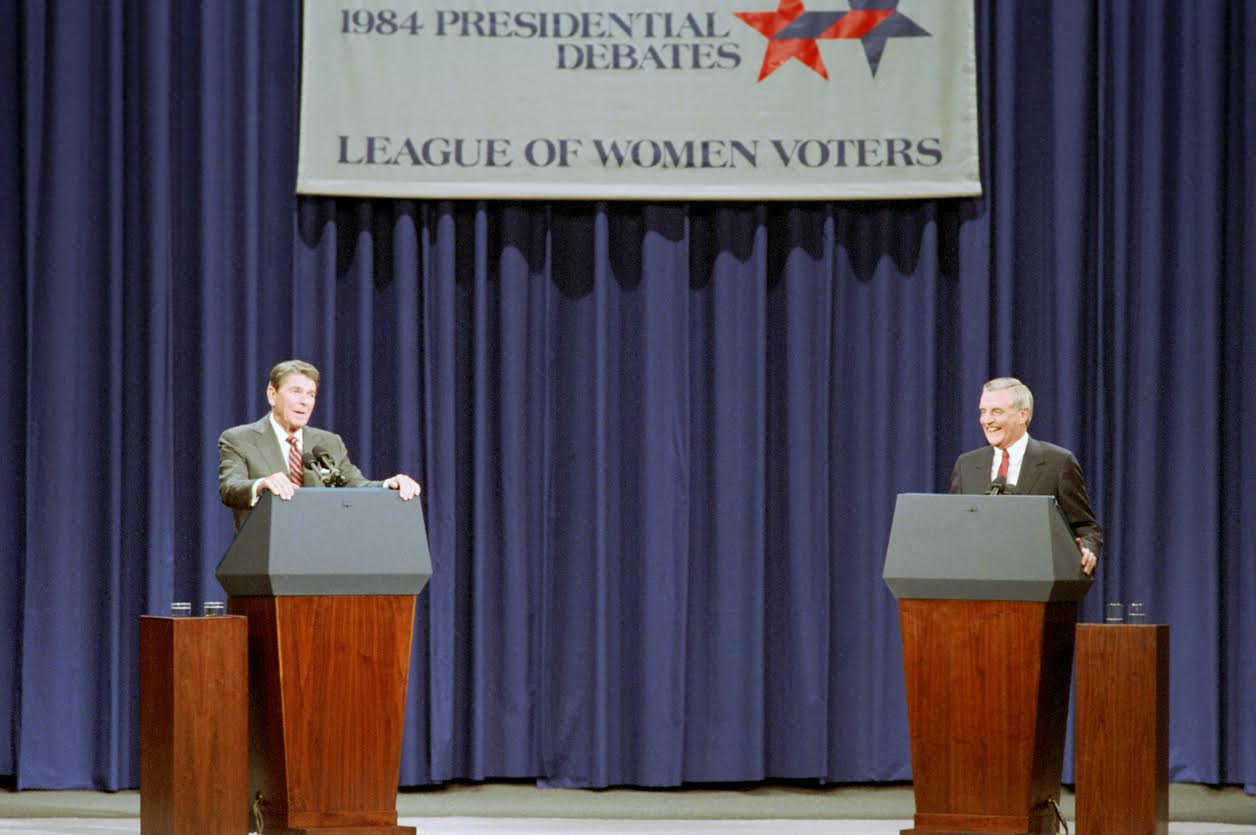
Reagan és Mondale a második vitán

| Időpont                      | Helyszín                  | Város        | Moderátor       | Résztvevők                          | Nézettség (millió fő) | Link |
| ---------------------------- | ------------------------- | ------------ | --------------- | ----------------------------------- | --------------------- | ---- |
| Vasárnap, 1984. október 7.   | The Kentucky Center       | Louisville   | Barbara Walters | Ronald Reagan Walter Mondale        | 65,1                  |      |
| Csütörtök, 1984. október 11. | Philadelphia Civic Center | Philadelphia | Sander Vanocur  | George H. W. Bush Geraldine Ferraro | 56,7                  |      |
| Vasárnap, 1984. október 21.  | Municipal Auditorium      | Kansas City  | Edwin Newman    | Ronald Reagan Walter Mondale        | 67,3                  |      |

### Eredmények

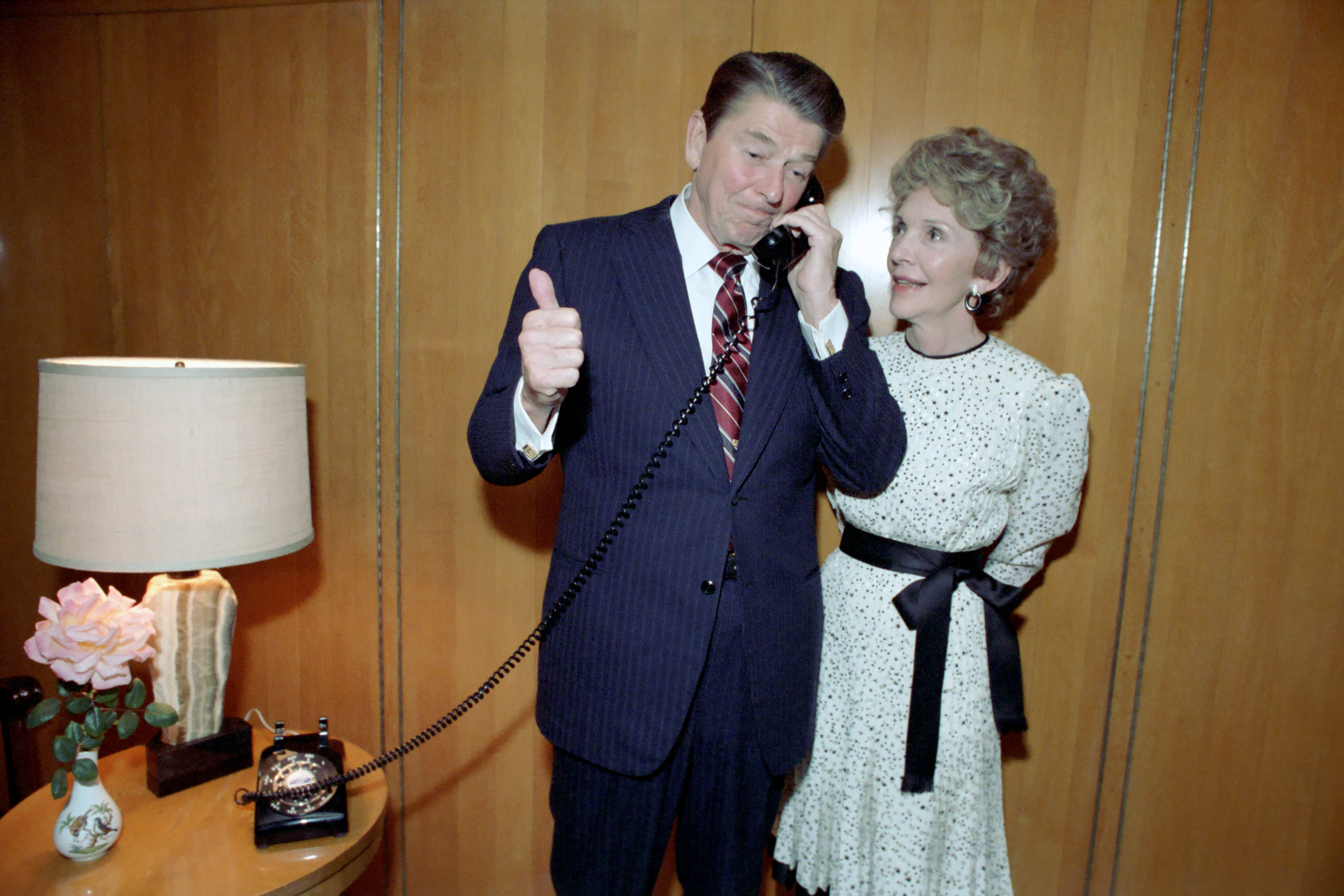
Reagan telefonhívást kap Mondale-től, hogy elfogadja a vereséget (1984. november 6.)

Reagant a november 6-i választásokon földcsuszamlásszerűen újraválasztották, 49 államot nyert meg, mire a szavazások befejeződtek Iowában éjszaka 23:34-kor. Rekordszámú 525 elektori szavazatot szerzett az 538-ból, és a lakosság által leadott szavazatok 58,8%-át. Ferraro választása ellenére a női szavazók 55%-ra Reaganre szavazott. Mondale 13 elektori szavazata a leggyengébb eredményt jelentette a republikánus Alf Landon 1936-os veresége óta. Elektori szavazatai szülőhazájából, Minnesotából – amelyet 0,18% különbséggel nyert meg – és Kolumbia Kerületből származott. Mondale veresége egyben a legrosszabb a Demokrata Párt bármely jelöltje közül az amerikai történelemben és elektori szavazata a legkevesebb Stephen A. Douglas 1860-as eredménye óta, amikor a demokrata szavazatok megosztottak. Az 1984-es az egyetlen választás 1820 óta, amelyen valamelyik jelölt megnyerte az Atlanti-óceán partvidékén lévő összes állam szavazatát.  
A republikánus győzelem köszönhető volt annak a több millió demokratának, akik 1980-hoz hasonlóan Reaganre szavaztak. Az ilyen Reagan-demokratákat déli fehérek és északi kékgalléros munkások tették ki, akik úgy vélték, hogy Reagannek volt köszönhető a gazdasági fellendülés, és erősnek látták őt a nemzetbiztonsági kérdésekben, a demokraták pedig a szegényeket és a kisebbségeket támogatják. A Demokrata Nemzeti Bizottság a választás után megrendelt egy tanulmányt, amely ezekre a következtetésekre jutott, de megsemmisítette, attól tartva, hogy az sértené a párt legfontosabb szavazóit. Reagan a harmadik fél szavazatainak szinte teljes összeomlásából is profitált, annak ellenére, hogy Anderson Mondale-t támogatta, az 1980-ban Andersonra szavazók többsége Reaganre adta le voksát 1984-ben, csakúgy, mint azok többsége, akik 1980-ban Ed Clarkra szavaztak.
1984 decemberében Reagant megkérdezték, hogy mit szeretne karácsonyra, viccelődött: „Nos, Minnesota jó lett volna.” Reagan 1980-hoz hasonlóan elvesztette Minnesotát, így ez volt az egyetlen állam, amelyet egyik választáson sem tudott megnyerni, és ezzel ő lett az első két ciklusos elnök Woodrow Wilson óta, aki nem vitte magával Minnesotát. Ugyanezt ismételte meg George W. Bush republikánus elnökjelölt is. Ez volt az utolsó alkalom, hogy a republikánus jelölt elnyerte az Egyesült Államok egész északkeleti és csendes-óceánparti régióit.
Ez volt az utolsó választás, ahol a republikánus jelölt 2016-ig megnyerte Wisconsint, 2004-ig Iowát, Nyugat-Virginiát 2000-ig, az utolsó választás, amelyen a győztes jelölt kétszámjegyű különbséggel nyert a népszavazás százalékában és ahol nyolc számjegyű különbséggel nyert a népszavazásban (16 878 120). Minnesotát Mondale igen szűk eredménnyel nyerte meg, Reagan nyolc kongresszusi körzetből ötöt magával vitt, ezzel szemben Richard Nixon tizenkét évvel korábban csak egy massachusettsi körzetet nyert meg, így Reagan lett az egyetlen amerikai elnökjelölt, aki minden államban megnyerte a népszavazást a kongresszusi körzetek többségében. Mondale lett az egyetlen olyan jelölt, aki egyetlen államban sem szerezte meg a népszavazás többségét (nem számítva Stephen A. Douglast 1860-ban és William H. Taftot 1912-ben, amikor pártjaik megosztottak voltak). 
| Elnökjelölt                   | Párt                          | Állam                         | Szavazatok                    | Szavazatok                    | Elektor szavazat | Futótárs                   | Futótárs     |
| Elnökjelölt                   | Párt                          | Állam                         | Szavazat szám                 | Százalék                      | Elektor szavazat | Alelnökjelölt              | Állam        |
| ----------------------------- | ----------------------------- | ----------------------------- | ----------------------------- | ----------------------------- | ---------------- | -------------------------- | ------------ |
| Ronald Wilson Reagan          | Republikánus Párt             | Kalifornia                    | 54 455 472                    | 58,77%                        | 525              | George Herbert Walker Bush | Texas        |
| Walter Frederick Mondale      | Demokrata Párt                | Minnesota                     | 37 577 352                    | 40,56%                        | 13               | Geraldine Anne Ferraro     | New York     |
| David Peter Bergland          | Libertárius Párt              | Kalifornia                    | 228 111                       | 0,25%                         | 0                | James A. Lewis             | Connecticut  |
| Lyndon Hermyle LaRouche       | független                     | Virginia                      | 78 809                        | 0,09%                         | 0                | Billy M. Davis             | Mississippi  |
| Sonia Ann Johnson             | Polgári Párt                  | Idaho                         | 72 161                        | 0,08%                         | 0                | Richard J. Walton          | Rhode Island |
| Robert Eugene Richards        | Populista Párt                | Texas                         | 66 324                        | 0,07%                         | 0                | Maureen Salaman            | Kalifornia   |
| Dennis L. Serrette            | Új Szövetség Párt             | New Jersey                    | 46 853                        | 0,05%                         | 0                | Nancy Ross                 | New York     |
| Gus Hall                      | Kommunista Párt               | New York                      | 36 386                        | 0,04%                         | 0                | Angela Yvonne Davis        | Kalifornia   |
| Melvin T. Mason               | Szocialista Munkások Pártja   | Kalifornia                    | 24 699                        | 0,03%                         | 0                | Matilde Zimmermann         | New York     |
| Larry Holmes                  | Dolgozók Világa Párt          | New York                      | 17 985                        | 0,02%                         | 0                | Gloria Estela La Riva      | Kalifornia   |
| Egyéb                         | Egyéb                         | Egyéb                         | 49 181                        | 0,05%                         | 0                |                            |              |
| Teljes                        | Teljes                        | Teljes                        | 92 653 233                    | 100%                          | 538              |                            |              |
| Ennyi szükséges a győzelemhez | Ennyi szükséges a győzelemhez | Ennyi szükséges a győzelemhez | Ennyi szükséges a győzelemhez | Ennyi szükséges a győzelemhez | 270              |                            |              |

### Eredmények államonként
| Reagan/Bush     |
| Mondale/Ferraro |

|                   |           | Zászló | Ronald Reagan Republikánus | Ronald Reagan Republikánus | Ronald Reagan Republikánus | Walter Mondale Demokrata | Walter Mondale Demokrata | Walter Mondale Demokrata | David Bergland Libertárius | David Bergland Libertárius | David Bergland Libertárius | Teljes    |
| Állam             | elektorok | Zászló | #                          | %                          | elektorok                  | #                        | %                        | elektorok                | #                          | %                          | elektorok                  | #         |
| ----------------- | --------- | ------ | -------------------------- | -------------------------- | -------------------------- | ------------------------ | ------------------------ | ------------------------ | -------------------------- | -------------------------- | -------------------------- | --------- |
| Alabama           | 9         |        | 872 849                    | 60,54                      | 9                          | 551 899                  | 38,28                    | -                        | 9 504                      | 0,66                       | -                          | 1 441 713 |
| Alaszka           | 3         |        | 138 377                    | 66,65                      | 3                          | 62 007                   | 29,87                    | -                        | 6 378                      | 3,07                       | -                          | 207 605   |
| Arizona           | 7         |        | 681 416                    | 66,42                      | 7                          | 333 854                  | 32,54                    | -                        | 10 585                     | 1,03                       | -                          | 1 025 897 |
| Arkansas          | 6         |        | 534 774                    | 60,47                      | 6                          | 338 646                  | 38,29                    | -                        | 2 221                      | 0,25                       | -                          | 884 406   |
| Colorado          | 8         |        | 821 818                    | 63,44                      | 8                          | 454 974                  | 35,12                    | -                        | 11,257                     | 0,87                       | -                          | 1 295 381 |
| Connecticut       | 8         |        | 890 877                    | 60,73                      | 8                          | 569 597                  | 38,83                    | -                        | -                          | -                          | -                          | 1 466 900 |
| Delaware          | 3         |        | 152 190                    | 59,78                      | 3                          | 101 656                  | 39,93                    | -                        | 268                        | 0,11                       | -                          | 254 572   |
| Dél-Dakota        | 3         |        | 200 267                    | 63,00                      | 3                          | 116 113                  | 36,53                    | -                        | -                          | -                          | -                          | 317 867   |
| Dél-Karolina      | 8         |        | 615 539                    | 63,55                      | 8                          | 344 470                  | 35,57                    | -                        | 4 360                      | 0,45                       | -                          | 968 540   |
| Észak-Dakota      | 3         |        | 200 336                    | 64,84                      | 3                          | 104 429                  | 33,80                    | -                        | 703                        | 0,23                       | -                          | 308 971   |
| Észak-Karolina    | 13        |        | 1 346 481                  | 61,90                      | 13                         | 824 287                  | 37,89                    | -                        | 3 794                      | 0,17                       | -                          | 2 175 361 |
| Florida           | 21        |        | 2 730 350                  | 65,32                      | 21                         | 1 448 816                | 34,66                    | -                        | 754                        | 0,02                       | -                          | 4 180 051 |
| Georgia           | 12        |        | 1 068 722                  | 60,17                      | 12                         | 706 628                  | 39,79                    | -                        | 151                        | 0,01                       | -                          | 1 776 093 |
| Hawaii            | 4         |        | 185 050                    | 55,10                      | 4                          | 147 154                  | 43,82                    | -                        | 2 167                      | 0,65                       | -                          | 335 846   |
| Idaho             | 4         |        | 297 523                    | 72,36                      | 4                          | 108 510                  | 26,39                    | -                        | 2 823                      | 0,69                       | -                          | 411 144   |
| Illinois          | 24        |        | 2 707 103                  | 56,17                      | 24                         | 2 086 499                | 43,30                    | -                        | 10 086                     | 0,21                       | -                          | 4 819 088 |
| Indiana           | 12        |        | 1 377 230                  | 61,67                      | 12                         | 841 481                  | 37,68                    | -                        | 6 741                      | 0,30                       | -                          | 2 233 069 |
| Iowa              | 8         |        | 703 088                    | 53,27                      | 8                          | 605 620                  | 45,89                    | -                        | 1 844                      | 0,14                       | -                          | 1 319 805 |
| Kalifornia        | 47        |        | 5 467 009                  | 57,51                      | 47                         | 3 922 519                | 41,27                    | -                        | 49 951                     | 0,53                       | -                          | 9 505 423 |
| Kansas            | 7         |        | 677 296                    | 66,27                      | 7                          | 333 149                  | 32,60                    | -                        | 3 329                      | 0,33                       | -                          | 1 021 991 |
| Kentucky          | 9         |        | 822 782                    | 60,04                      | 9                          | 539 589                  | 39,37                    | -                        | -                          | -                          | -                          | 1 370 461 |
| Kolumbia Kerület  | 3         |        | 29 009                     | 13,73                      | -                          | 180 408                  | 85,38                    | 3                        | 279                        | 0,13                       | -                          | 211 288   |
| Louisiana         | 10        |        | 1 037 299                  | 60,77                      | 10                         | 651 586                  | 38,18                    | -                        | 1 876                      | 0,11                       | -                          | 1 706 822 |
| Maine             | 2         |        | 336 500                    | 60,83                      | 2                          | 214 515                  | 38,78                    | -                        | -                          | -                          | -                          | 553 144   |
| Maine 1-es körzet | 1         |        | 175 472                    | 59,90                      | 1                          | 117 450                  | 40,10                    | -                        | -                          | -                          | -                          | 292 922   |
| Maine 2-es körzet | 1         |        | 161 028                    | 62,39                      | 1                          | 97 065                   | 37,61                    | -                        | -                          | -                          | -                          | 258 093   |
| Maryland          | 10        |        | 879 918                    | 52,51                      | 10                         | 787 935                  | 47,02                    | -                        | 5 721                      | 0,34                       | -                          | 1 675 873 |
| Massachusetts     | 13        |        | 1 310 936                  | 51,22                      | 13                         | 1 239 606                | 48,43                    | -                        | -                          | -                          | -                          | 2 559 453 |
| Michigan          | 20        |        | 2 251 571                  | 59,23                      | 20                         | 1 529 638                | 40,24                    | -                        | 10,055                     | 0,26                       | -                          | 3 801 658 |
| Minnesota         | 10        |        | 1 032 603                  | 49,54                      | -                          | 1 036 364                | 49,72                    | 10                       | 2 996                      | 0,14                       | -                          | 2 084 449 |
| Mississippi       | 7         |        | 581 477                    | 61,85                      | 7                          | 352 192                  | 37,46                    | -                        | 2,336                      | 0,25                       | -                          | 940 192   |
| Missouri          | 11        |        | 1 274 188                  | 60,02                      | 11                         | 848 583                  | 39,98                    | -                        | -                          | 3,71                       | -                          | 2 122 771 |
| Montana           | 4         |        | 232 450                    | 60,47                      | 4                          | 146 742                  | 38,18                    | -                        | 5 185                      | 1,35                       | -                          | 384 377   |
| Nebraska          | 5         |        | 460 054                    | 70,55                      | 5                          | 187 866                  | 28,81                    | -                        | 2 079                      | 0,32                       | -                          | 652 090   |
| Nevada            | 4         |        | 188 770                    | 65,85                      | 4                          | 91 655                   | 31,97                    | -                        | 2 292                      | 0,80                       | -                          | 286 667   |
| New Hampshire     | 4         |        | 267 051                    | 68,66                      | 4                          | 120 395                  | 30,95                    | -                        | 735                        | 0,19                       | -                          | 388 954   |
| New Jersey        | 16        |        | 1 933 630                  | 60,09                      | 16                         | 1 261 323                | 39,20                    | -                        | 6 416                      | 0,20                       | -                          | 3 217 862 |
| New York          | 36        |        | 3 664 763                  | 53,84                      | 36                         | 3 119 609                | 45,83                    | -                        | 11 949                     | 0,18                       | -                          | 6 806 810 |
| Nyugat-Virginia   | 6         |        | 405 483                    | 55,11                      | 6                          | 328 125                  | 44,60                    | -                        | -                          | -                          | -                          | 735 742   |
| Ohio              | 23        |        | 2 678 560                  | 58,90                      | 23                         | 1 825 440                | 40,14                    | -                        | 5 886                      | 0,13                       | -                          | 4 547 619 |
| Oklahoma          | 8         |        | 861 530                    | 68,61                      | 8                          | 385 080                  | 30,67                    | -                        | 9 066                      | 0,72                       | -                          | 1 255 676 |
| Oregon            | 7         |        | 685 700                    | 55,91                      | 7                          | 536 479                  | 43,74                    | -                        | -                          | -                          | -                          | 1 226 527 |
| Pennsylvania      | 25        |        | 2 584 323                  | 53,34                      | 25                         | 2 228 131                | 45,99                    | -                        | 6 982                      | 0,14                       | -                          | 4 844 903 |
| Rhode Island      | 4         |        | 212 080                    | 51,66                      | 4                          | 197 106                  | 48,02                    | -                        | 277                        | 0,07                       | -                          | 410 492   |
| Tennessee         | 11        |        | 990 212                    | 57,84                      | 11                         | 711 714                  | 41,57                    | -                        | 3,072                      | 0,18                       | -                          | 1 711 993 |
| Texas             | 29        |        | 3 433 428                  | 63,61                      | 29                         | 1 949 276                | 36,11                    | -                        | -                          | -                          | -                          | 5 397 571 |
| Utah              | 5         |        | 469 105                    | 74,50                      | 5                          | 155 369                  | 24,68                    | -                        | 2 447                      | 0,39                       | -                          | 629 656   |
| Új-Mexikó         | 5         |        | 307 101                    | 59,70                      | 5                          | 201 769                  | 39,23                    | -                        | 4 459                      | 0,87                       | -                          | 514 370   |
| Vermont           | 3         |        | 135 865                    | 57,92                      | 3                          | 95 730                   | 40,81                    | -                        | 1 002                      | 0,43                       | -                          | 234 561   |
| Virginia          | 12        |        | 1 337 078                  | 62,29                      | 12                         | 796 250                  | 37,09                    | -                        | -                          | -                          | -                          | 2 146 635 |
| Washington        | 10        |        | 1 051 670                  | 55,82                      | 10                         | 807 352                  | 42,86                    | -                        | 8 844                      | 0,47                       | -                          | 1 883 910 |
| Wisconsin         | 11        |        | 1 198 800                  | 54,19                      | 11                         | 995 847                  | 45,02                    | -                        | 4 884                      | 0,22                       | -                          | 2 212 016 |
| Wyoming           | 3         |        | 133 241                    | 70,51                      | 3                          | 53 370                   | 28,24                    | -                        | 2 357                      | 1,25                       | -                          | 188 968   |

### Szoros eredmények
A különbség 1% alatt volt:
1. Minnesota, 0,18% (3 761 szavazat)

A különbség 1% és 5% között volt:
1. Massachusetts, 2,79% (71 330 szavazat)
2. Rhode Island, 3,65% (14 974 szavazat)

A különbség 5% és 10% között volt:
1. Maryland, 5,49% (91 983 szavazat)
2. Pennsylvania, 7,35% (356 192 szavazat)
3. Iowa, 7.38% (97 468 szavazat)
4. New York, 8,01% (545 154 szavazat)
5. Wisconsin, 9,17% (202 953 szavazat)

### Statisztika
A republikánusok legmagasabb szavazati arányú megyéi:
1. Madison megye (Idaho) 92,88%
2. Hansford megye (Texas) 89,38%
3. Ochiltree megye (Texas) 89,15%
4. Grant megye (Nebraska) 88,45%
5. Blaine megye (Nebraska) 88,32%

A demokraták legmagasabb szavazati arányú megyéi:
1. Kolumbia Kerület 85,38%
2. Macon megye (Alabama) 82,71%
3. Shannon megye (Dél-Dakota) 81,41%
4. Jefferson megye (Mississippi) 77,94%
5. Hancock megye (Georgia) 76,61%

## Külső linkek
- Morning in America – video of the original advertisement on YouTube
- The Bear – video of the original advertisement on YouTube
- The Election Wall's 1984 election video page
- 1984 popular vote by counties
- 1984 popular vote by states
- 1984 popular vote by states (with bar graphs)
- Campaign commercials from the 1984 election
- Democratic primaries a Wayback Machine-ben (archiválva 2009. október 26-i dátummal)
- How close was the 1984 election?. [2012. augusztus 25-i dátummal az eredetiből archiválva]. (Hozzáférés: 2010. április 3.) Michael Sheppard, Massachusetts Institute of Technology.
- Election of 1984 in Counting the Votes Archiválva 2016. március 3-i dátummal a Wayback Machine-ben.